# Jogos Olímpicos de Verão de 1936
Jogos Olímpicos de Verão de 1936 (em alemão: Olympische Sommerspiele 1936), conhecidos oficialmente como Jogos da XI Olimpíada foram os Jogos Olímpicos realizados em Berlim, capital e um dos 16 estados da Alemanha, entre 1 e 16 de agosto, com a participação de 3 963 atletas, sendo 328 mulheres, representando 49 países, em 22 modalidades esportivas, tornando-se até então os mais grandiosos, bem realizados, ricos e politicamente explorados Jogos Olímpicos até então.
O governo nazista não poupou recursos para produzir o mais impressionante documentário já realizado sobre as Olimpíadas, Olympia, dirigido pela cineasta Leni Riefenstahl, famosa no cinema alemão.
Abertos com grande pompa no espetacular e moderno Estádio Olímpico de Berlim por Adolf Hitler, esperavam todos que os arianos ganhassem. Um pequeno grupo de atletas negros norte-americanos conquistou a maioria das medalhas do atletismo, a modalidade mais importante dos Jogos, liderados por Jesse Owens, que ganhou quatro medalhas de ouro nos 100 m, 200 m, revezamento 4x100 metros e salto em distância, no mais emblemático episódio da história dos Jogos Olímpicos. Mas por outro lado, a Alemanha liderou o quadro de medalhas, com 33 medalhas de ouro.
Dentre os países lusófonos, a delegação brasileira tinha 94 atletas, exemplos como Maria Lenk e João Havelange, porém não ganhou nenhuma medalha. Já a delegação portuguesa contou com 19 atletas em cinco modalidades e conquistou uma medalha de bronze na competição de saltos por equipas do hipismo com José Beltrão (montando Biscuit), Domingos de Sousa Coutinho (Merle Blanc) e Luís Mena e Silva (Faussette).

## Política e desporto

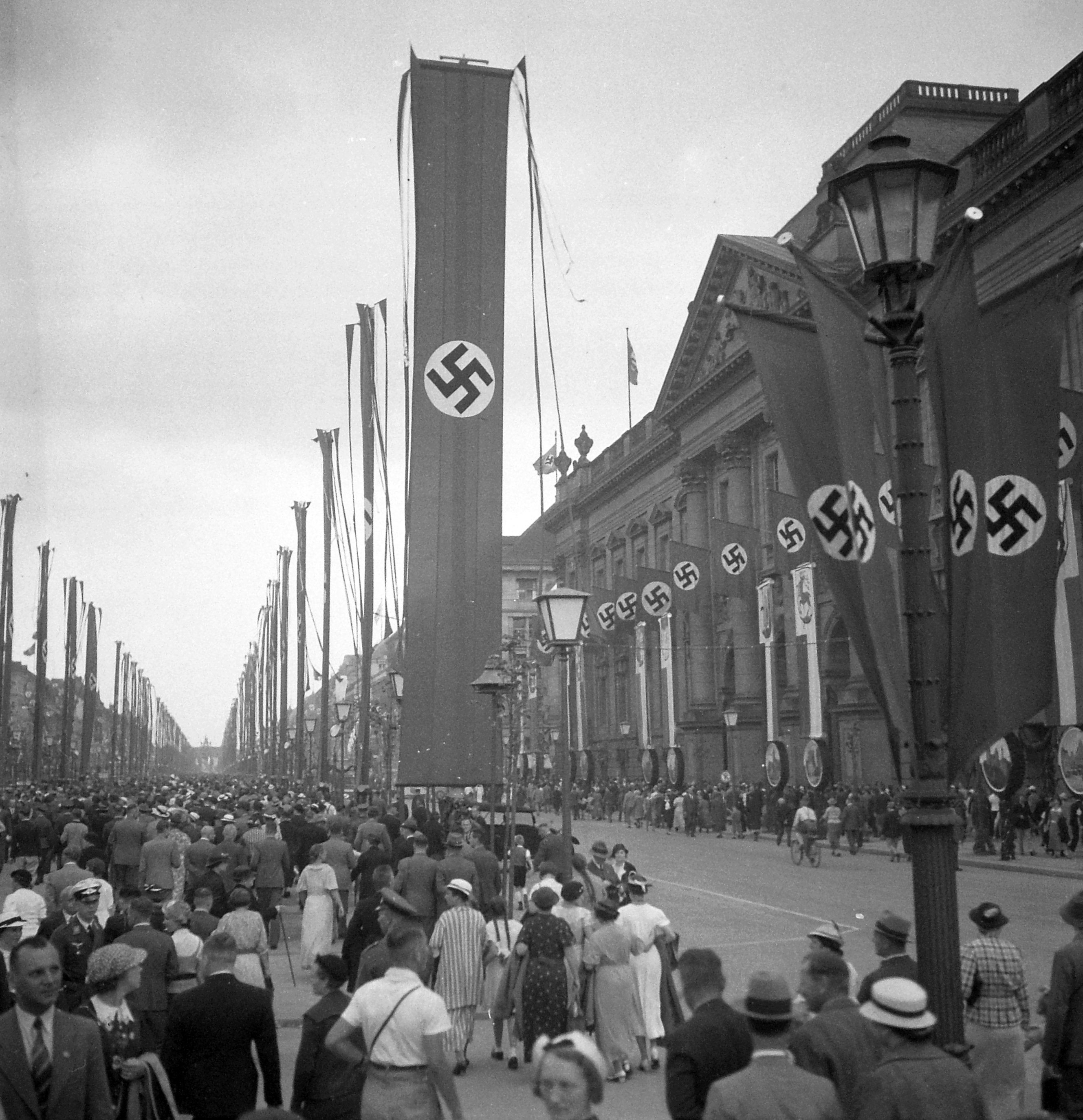
Uma rua de Berlim durante os jogos. O governo alemão usou as olimpíadas para promover a ideologia nazista

Os Jogos forneceram um palco para a estética nazista e foram utilizados como veículo de propaganda pelo regime hitleriano, como nunca antes acontecera.
Os nazistas aproveitaram o evento para propagandear suas ideias e não economizaram para isso. O orçamento dos jogos foi ampliado em 20 vezes. O resultado foi a construção do mais moderno complexo esportivo até então. O Reichssportfeld (hoje conhecido como Olympiapark Berlin) tinha como ponto central o Estádio Olímpico de Berlim, com capacidade para abrigar 100 mil pessoas.
Os organizadores criaram o cortejo da tocha olímpica, que existe até hoje. Um sino gigante com a inscrição "Ich rufe die Jugend der Welt" (Eu chamo os jovens do mundo) – celebrou a chegada da tocha na cidade olímpica. Dessa forma, o regime nazista tentava se apresentar como pacífico e aberto para o mundo.
O governante nazista de Berlim, Julius Lippert, disse em discurso três dias antes da abertura dos jogos para os representantes do Comitê Olímpico: "Berlim saúda os guerreiros olímpicos do todo o mundo. Saúda ainda, nos senhores e com os senhores, os representantes de mais de 50 nações, com as quais toda a Alemanha deseja conviver como num reduto de paz no espírito da compreensão mútua."
Por ordens de Hitler foram retiradas dos arredores da cidade olímpica todas as referências antissemitas ou que pudessem manchar a imagem da Alemanha pacífica que ele pretendia apresentar aos visitantes. O pasquim nazista Der Stürmer, por exemplo, foi recolhido de todas as bancas de revistas nas proximidades do complexo olímpico.

## Processo de candidatura
Apenas duas cidades – Berlim e Barcelona – se candidataram a sediar as Olimpíadas de 1936. A escolha se deu no ano 1931, antes da chegada ao poder de Adolf Hitler, que se daria somente em janeiro de 1933.
| Resultados da eleição da cidade-sede dos Jogos da XI Olimpíada | Resultados da eleição da cidade-sede dos Jogos da XI Olimpíada | Resultados da eleição da cidade-sede dos Jogos da XI Olimpíada |
| -------------------------------------------------------------- | -------------------------------------------------------------- | -------------------------------------------------------------- |
| Cidade                                                         | CON                                                            | Rodada única                                                   |
| Berlim                                                         | Alemanha                                                       | 43                                                             |
| Barcelona                                                      | Espanha                                                        | 16                                                             |

## Destaques

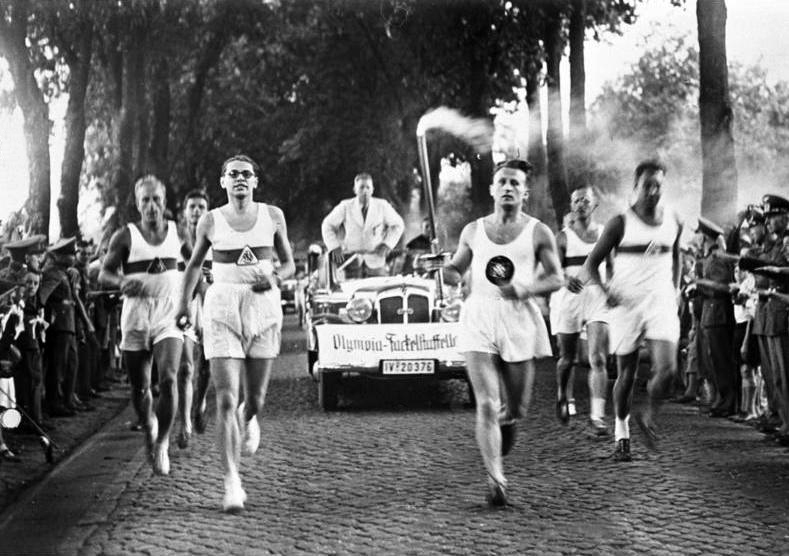
Nos Jogos Olímpicos de Berlim de 1936 foi feito pela primeira vez o revezamento do transporte da chama olímpica

- Em Berlim foi introduzido o revezamento que transportou a chama olímpica de Olímpia até ao Estádio Olímpico de Berlim, sede dos Jogos, por mais de três mil atletas através da Europa.

- Além da melhor tecnologia e conforto existentes na época, providenciados pelo governo e espalhados por todo o país, aconteceu pela primeira vez em Berlim: espalhadas por cinemas e teatros da cidade e com imagens projetadas por circuito interno em enormes panos brancos retangulares pendurados, espectadores privilegiados assistiram à transmissão da abertura e de algumas provas dos Jogos através da recém inventada televisão.[7]

- Há uma lenda recente que diz que Hitler, inconformado com o sucesso de Jesse Owens diante de seus olhos, retirou-se furioso do estádio após a vitória de Owens no salto em comprimento, quando ele quebrou o recorde mundial derrotando o alemão Lutz Long. Na realidade, Hitler não se encontrava no estádio neste dia.[carece de fontes?]

- Long, o campeão alemão, chegou a conversar com Owens durante todas as provas; Long chegou a orientar e encorajar Owens, quando este quase falhou na tentativa de se classificar nas eliminatórias do salto em distância. O alemão morreu em combate lutando com as tropas da Wehrmacht na Sicília, em 1943, e por seu espírito esportivo foi condecorado postumamente pelo Comitê Olímpico Internacional com a medalha Pierre de Coubertin.

- Não foi possível abafar a vitória norte-americana, visto que o público recebeu as imagens das Olimpíadas televisionadas, além da superlotação do estádio.

- Berlim assistiu à última apresentação pública de um dos maiores heróis olímpicos, o grego Spiridon Louis, campeão da maratona nos primeiros Jogos, em Atenas, quarenta anos antes. Já velho e alquebrado, Louis entregou em cerimônia a Adolf Hitler um ramo de oliveiras colhidas nas montanhas sagradas de Olímpia, em nome da paz entre os povos.[8]

- Apesar de ao fim dos Jogos os alemães terem liderado o quadro de medalhas com 33 de ouro, muito acima do segundo colocado, os Estados Unidos, que ficaram com 24 medalhas de ouro, os alemães foram derrotados nos esportes coletivos para os quais haviam se preparado por anos. A Índia tornou-se tricampeã do hóquei sobre a grama, a Itália ganhou o torneio de futebol e a Hungria sagrou-se bicampeã no polo aquático.

- O basquetebol, a canoagem e o handebol fizeram sua primeira aparição nos Jogos Olímpicos e o polo se despediu deles.

- Para os nazistas os Jogos Olímpicos tiveram um sabor de vitória e sucesso. No final a Alemanha arrebatou 38 medalhas de ouro, sendo a recordista de medalhas daquelas Olimpíadas. Em reunião do NSDAP em Nurembergue, Rudolf Hess afirmou que os jogos foram uma "providência do destino" para o regime.

- Pela primeira vez mais de 41 países puderam acompanhar aos jogos através do rádio e foi realizada a primeira transmissão dos Jogos Olímpicos, pela televisão, efetuada por duas companhias alemãs a Telefunken e a Fernseh com uma programação conjunta de 138 horas de transmissão.[9][10]

## Os jogos

### Cerimônia de abertura
A cerimônia de abertura foi realizada no Estádio Olímpico de Berlim em 1º de agosto de 1936. Um viaduto do dirigível alemão Hindenburg com a bandeira olímpica atrás dele foi apresentado no início das cerimônias de abertura. Após a chegada de Hitler e sua comitiva, o desfile das nações prosseguiu, cada nação com seu próprio traje. Como berço das Olimpíadas, a Grécia entrou primeiro no estádio. A nação anfitriã, a Alemanha, entrou em último lugar. O escritor Thomas Wolfe, que estava lá, descreveu a abertura como um "evento quase religioso, a multidão gritando, balançando em uníssono e implorando por Hitler. Houve algo assustador sobre isso; seu culto à personalidade." 
Após um discurso do presidente do Comitê Olímpico Alemão, os jogos foram oficialmente declarados abertos por Adolf Hitler, que citou (em alemão): "Eu proclamo abertos os Jogos Olímpicos de Berlim, celebrando a Décima Primeira Olimpíada da era moderna." Hitler abriu os jogos de sua própria caixa, em cima dos outros.
Embora a chama olímpica tenha sido introduzida pela primeira vez nos Jogos Olímpicos de Verão de 1928 em Amsterdã, esta foi a primeira instância do revezamento da tocha. Os nazistas inventaram o conceito da passagem da tocha da antiga Olímpia até a cidade anfitriã. Assim, como a nadadora Iris Cummings relatou mais tarde, "uma vez que os atletas estavam todos no lugar, o portador da tocha correu pelo túnel para contornar o estádio". Um jovem escolhido para essa tarefa subiu correndo as escadas até o topo do estádio para acender um caldeirão que iniciaria essa chama eterna que queimaria durante os jogos.

### Principais conquistas

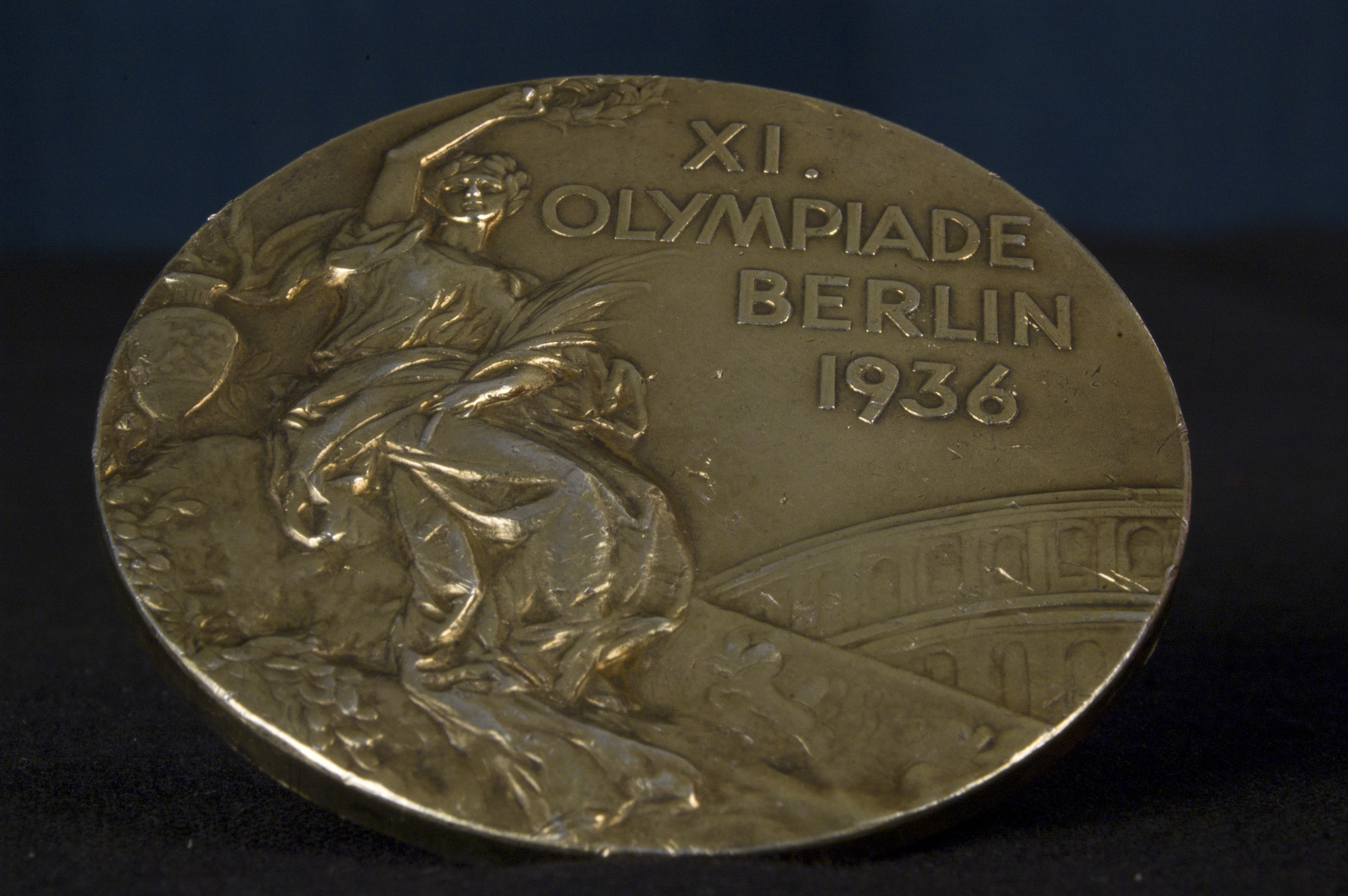
Anti verso da medalha de ouro de John Woodruff por vencer os 800 metros.

A Alemanha teve um ano de sucesso nas provas equestres, conquistando o ouro individual e por equipe nas três disciplinas, além da prata individual no adestramento. Na final do ciclismo, o alemão Toni Merkens cometeu falta sobre Arie van Vliet, da Holanda. Em vez de ser desclassificado, ele foi multado em 100 Reichsmark e manteve seu ouro. Os ginastas alemães Konrad Frey e Alfred Schwarzmann conquistaram três medalhas de ouro.  
O americano Jesse Owens conquistou quatro medalhas de ouro nas provas de sprint e salto em distância. Seu competidor alemão, Luz Long, ofereceu conselhos a Owens depois que ele quase não conseguiu se classificar no salto em distância e recebeu postumamente a medalha Pierre de Coubertin por espírito esportivo. Mack Robinson, irmão de Jackie Robinson, conquistou a medalha de prata nos 200 metros sprint atrás de Owens por 0,4 segundos.   Embora não tenha conquistado uma medalha, o futuro herói de guerra americano Louis Zamperini, ficando para trás na final de 5.000 metros, recuperou terreno marcando uma volta final de 56 segundos. Em uma das corridas de 800 metros mais dramáticas da história, o americano John Woodruff ganhou o ouro depois de diminuir para a velocidade de jogging no meio da final para se livrar de ser encaixotado. Glenn Edgar Morris, um fazendeiro de Colorado, conquistou o ouro no decatlo. O remador britanico Jack Beresford conquistou sua quinta medalha olímpica no esporte e sua terceira medalha de ouro. A equipe de remo de oito homens dos Estados Unidos da Universidade de Washington conquistou a medalha de ouro, recuperando-se para derrotar os alemães e italianos com a presença de Hitler. Sensação americana de 13 anos Marjorie Gestring venceu o evento feminino de mergulho de 3 metros.
Na maratona, os coreanos de etnia Sohn Kee-chung e Nam Sung-yong  conquistaram uma medalha de ouro e uma de bronze; como a Coreia foi anexada pelo Japão na época, eles estavam concorrendo ao Japão.Em 1988, aos 75 anos, Sohn entrava no Estádio Olímpico de Seul carregando a tocha olímpica, debaixo do choro do locutor oficial e da ovação emocionada de seu verdadeiro povo, anfitrião daqueles Jogos.
A seleção italiana de futebol continuou seu domínio sob o comando do técnico Vittorio Pozzo, conquistando a medalha de ouro nessas Olimpíadas entre suas duas vitórias consecutivas na Copa do Mundo (1934 e 1938). Assim como os sucessos dos atletas alemães, esse triunfo foi reivindicado pelos partidários do regime de Benito Mussolini como uma demonstração da superioridade do sistema fascista. A Áustria conquistou a prata; uma vitória polêmica depois que Hitler pediu uma revanche da partida das quartas de final para descontar a vitória do Peru por 4–2 sobre a Áustria. A seleção olímpica peruana recusou-se a repetir a partida e desistiu dos jogos. Nas quartas de final do torneio de futebol, o Peru venceu a Áustria por 4 a 2 na prorrogação. O Peru recuperou de uma desvantagem de dois gols nos últimos 15 minutos do tempo normal. Durante a prorrogação, torcedores peruanos teriam entrado em campo e agredido um jogador austríaco. No caos, o Peru marcou duas vezes e venceu por 4–2. No entanto, a Áustria protestou e o Comitê Olímpico Internacional ordenou um replay sem espectadores. O governo peruano recusou e toda a seleção olímpica saiu em protesto, assim como a Colômbia.
Uma história marcante da competição de atletismo foi a medalha de ouro conquistada pela equipe de revezamento 4×100 m feminino dos Estados Unidos. A seleção alemã era a grande favorita, mas perdeu o bastão em uma mão. De notável interesse na equipe dos Estados Unidos foi Betty Robinson. Ela foi a primeira mulher a receber uma medalha de ouro olímpica no atletismo, vencendo a prova dos 100 m feminino nos Jogos Olímpicos de Verão de 1928 em Amsterdã. Em 1931, Robinson se envolveu em um acidente de avião e ficou gravemente ferido. Seu corpo foi descoberto nos destroços e foi erroneamente pensado que ela estava morta, mas em coma. Ela acordou do coma sete meses depois, embora levasse mais seis meses para sair da cadeira de rodas e dois anos para voltar a andar normalmente. Devido à duração de sua recuperação, ela teve que perder a participação nos Jogos Olímpicos de Verão de 1932 em Los Angeles, em seu país natal.

## Modalidades disputadas
| - Atletismo - Basquetebol - Boxe - Canoagem - Ciclismo - Esgrima - Futebol - Ginástica - Halterofilismo - Handebol - Hipismo | - Hóquei sobre a grama - Natação - Pentatlo moderno - Pólo - Pólo aquático - Remo - Saltos ornamentais - Tiro - Vela - Lutas |

O basquetebol, a canoagem e o handebol fizeram sua estreia nas Olimpíadas. O handebol só retornaria ao programa olímpico até os próximos Jogos Olímpicos na Alemanha, em 1972. Os esportes de demonstração foram artes, beisebol, planadorismo e wushu. Uma equipe da Índia fez demonstrações de kabaddi, mallakhamb e outros esportes indianos tradicionais, mas não fazia parte do contingente olímpico oficial indiano.

## Países participantes

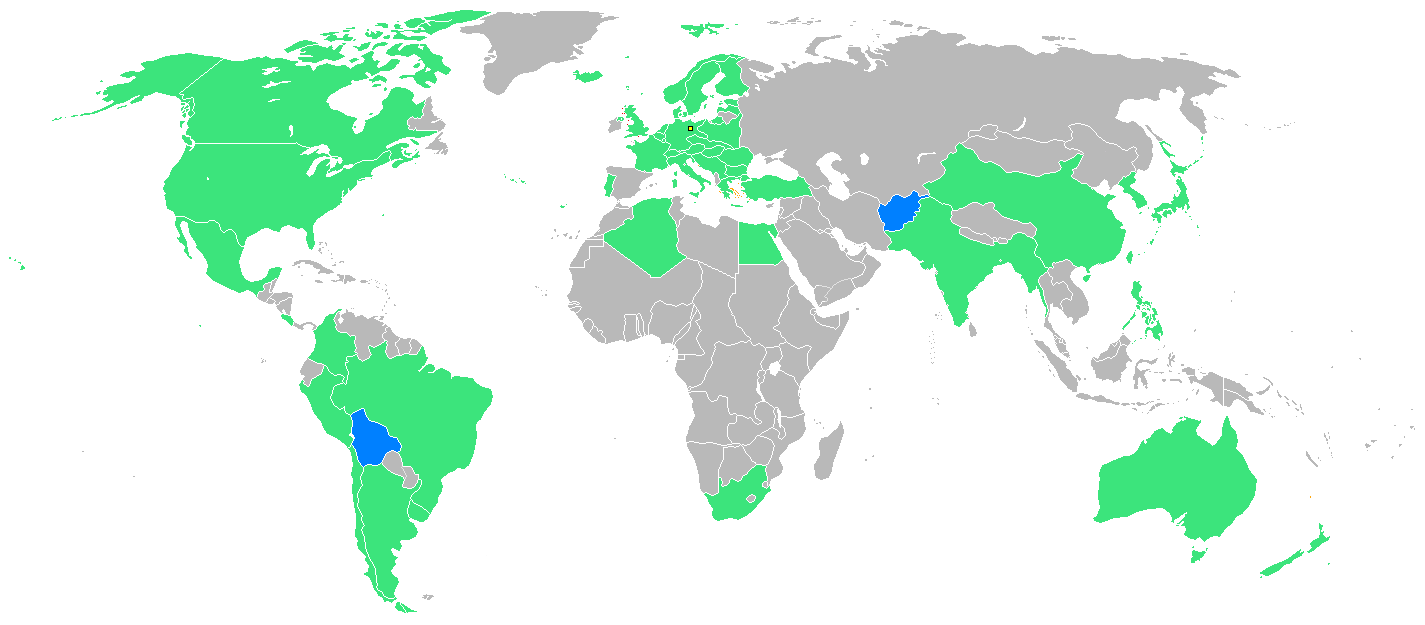
Participantes, com as nações estreantes em azul

Um total de 49 nações participou nas Olimpíadas de Berlim, mais do que as 37 de 1932. Cinco nações estrearam-se nestes Jogos: Afeganistão, Bermudas, Bolívia, Costa Rica e Liechtenstein.
Na lista abaixo, o número entre parênteses indica o número de atletas por cada nação nos Jogos:
- AFG Afeganistão (14)
- RSA África do Sul (25)
- GER Alemanha (433)
- ARG Argentina (51)
- AUS Austrália (32)
- AUT Áustria (176)
- BEL Bélgica (120)
- BER Bermudas (5)
- BOL Bolívia (1)
- BRA Brasil (73)
- BUL Bulgária (24)
- CAN Canadá (96)
- TCH Checoslováquia (162)
- CHI Chile (40)
- COL Colômbia (5)
- CRC Costa Rica (1)
- DEN Dinamarca (116)
- EGY Egito (54)
- USA Estados Unidos (310)
- EST Estônia (33)
- PHI Filipinas (28)
- FIN Finlândia (107)
- FRA França (201)
- GBR Grã-Bretanha (207)
- GRE Grécia (40)
- HUN Hungria (209)
- IND Índia (27)
- ISL Islândia (12)
- ITA Itália (182)
- YUG Iugoslávia (93)
- JPN Japão (153)
- LAT Letônia (24)
- LIE Liechtenstein (6)
- LUX Luxemburgo (44)
- MLT Malta (11)
- MEX México (34)
- MON Mônaco (6)
- NOR Noruega (72)
- NZL Nova Zelândia (7)
- NED Países Baixos (128)
- PER Peru (40)
- POL Polônia (112)
- POR Portugal (19)
- ROC República da China (54)
- ROU Romênia (53)
- SWE Suécia (150)
- SUI Suíça (174)
- TUR Turquia (48)
- URU Uruguai (37)

## Quadro de medalhas

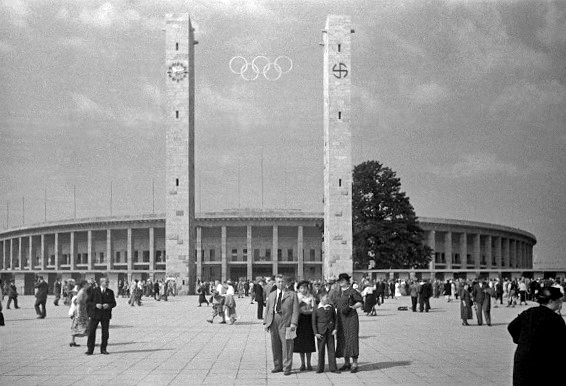
Entrada do Estádio Olímpico de Berlim em 1936

| Ordem | País               | Medalha de ouro | Medalha de prata | Medalha de bronze |    |
| ----- | ------------------ | --------------- | ---------------- | ----------------- | -- |
| 1     | GER Alemanha       | 33              | 26               | 30                | 89 |
| 2     | USA Estados Unidos | 24              | 20               | 12                | 56 |
| 3     | HUN Hungria        | 10              | 1                | 5                 | 19 |
| 4     | ITA Itália         | 8               | 9                | 5                 | 22 |
| 5     | FIN Finlândia      | 7               | 6                | 6                 | 19 |
| 5     | FRA França         | 7               | 6                | 6                 | 19 |
| 7     | SWE Suécia         | 6               | 5                | 9                 | 20 |
| 8     | JPN Japão          | 6               | 4                | 8                 | 18 |
| 9     | NED Países Baixos  | 6               | 4                | 7                 | 17 |
| 10    | GBR Grã-Bretanha   | 4               | 7                | 3                 | 14 |